# Coenosia fuscifemur
Coenosia fuscifemur este o specie de muște din genul Coenosia, familia Muscidae. A fost descrisă pentru prima dată de Malloch în anul 1922.
Este endemică în Kenya. Conform Catalogue of Life specia Coenosia fuscifemur nu are subspecii cunoscute.